# Project No.9
Project No.9 (株式会社project No.9?, Kabushiki-gaisha Purojekuto No.9) è uno studio di animazione giapponese fondato il 9 febbraio 2009.

## Produzioni

### Serie TV anime
- Ro-Kyu-Bu! (2011, in collaborazione con Studio Blanc)
- Ro-Kyu-Bu! SS (2013)
- Saikin, imōto no yōsu ga chotto okashiin da ga (2014)
- Momo Kyun Sword (2014, in collaborazione con Tri-Slash)
- Le ragazze anelano alla landa selvaggia (2016)[1]
- Netoge no yome wa onna no ko janai to omotta? (2016)[2]
- Kenka banchō otome: Girl Beats Boys (2017, in collaborazione con A-Real)
- Jikan no shihaisha (2017)[3]
- Angel's 3Piece! (2017)[4]
- Ryūō no oshigoto! (2018)[5]
- Super HxEros (2020)[6]
- Higehiro: After Being Rejected, I Shaved and Took in a High School Runaway (2021)[7]
- Love After World Domination (2022)
- Mamahaha no tsurego ga motokano datta (2022)
- The Angel Next Door Spoils Me Rotten (2023)
- I tormenti della vampira reclusa (2023)[8]
- Why Does Nobody Remember Me in This World? (2024)[9]